# Horrenbach-Buchen
Horrenbach-Buchen é uma comuna da Suíça, no Cantão Berna, com cerca de 267 habitantes. Estende-se por uma área de 20,44 km², de densidade populacional de 13 hab/km². Confina com as seguintes comunas: Beatenberg, Eriz, Homberg, Oberlangenegg, Sigriswil, Teuffenthal, Unterlangenegg.
A língua oficial nesta comuna é o Alemão.